# Pegasus Town
La ville de Pegasus  est une ville nouvelle en construction dans le District de Waimakariri dans la région de Canterbury, dans l’Île du Sud de la Nouvelle-Zélande.

## Toponymie
Elle a été nommée ainsi en raison de la proximité de la baie de Pegasus.

## Situation
Elle est proche de la ville de Woodend et elle  est située à 25 km au nord de Christchurch.

## Population
Une fois complètement construite Pegasus abritera jusqu’à 6 000 personnes[réf. souhaitée]. La ville aura approximativement 1 700 résidences.

## Organisation
Les commerces de détail et les espaces de bureaux sont localisés dans le centre de la ville tout près du Lac Pegasus.

## Histoire
Le projet fut proposé pour la première fois en 1997 par la société « Southern Capital » et fut développé par le Groupe « Infinity Investment » de Wanaka. Il a conduit à des difficultés financières à la fin de l’année 2012, avec des développeurs, qui furent mis en liquidation judiciaire.
La société « Todd Property » l’acheta pour une somme non connue en décembre 2012 et entrepris le développement des infrastructures pour compléter le projet .
- Mi-2006, tremblement de terre majeur et début de la délimitation du site
- janvier 2008, publication des premiers titres de propriété des terres
- septembre 2008, arrivée des premiers résidents dans la ville
- novembre 2008, ouverture du village témoin
- décembre 2009, mise en place du Golf de Pegasus et Club de Sports, Lac Pegasus
- En mai 2016, plus de 90 % de toutes les sections de Pegasus avaient été finies et vendues.

Plus de 950 maisons étaient terminées ou sont actuellement en construction et la population est maintenant de plus de 2 500 personnes .
Au cœur de la ville, le Lac Pegasus est devenu un lieu de rassemblement réputé pour les évènements sportifs régionaux et nationaux comprenant les triathlons, les régates de bateaux de type dragon, l’école de plongée et les compétitions de voile.
- août 2017, ouverture du centre Communautaire.

## Éducation
L’école de Pegasus Bay School est une école primaire publique et mixte, située au niveau de “ Solander Road”, avec un effectif de 402 élèves 
L’école fut établie en 1872 comme l’école de Waikuku , mais la population grandit au cours des dernières années de l’an 2000 et au début de l’année 2010, elle déborda de son site original de Waikuku . L’école a été relocalisée sur son siège actuel à l’issue des vacances de 2 semaines  d’avril 2014, et fut renommée Pegasus Bay School.
Pour ce qui concerne l’éducation supérieure, la ville est sectorisée vers la école secondaire de Kaiapoi (en), à 13 km au-delà dans la ville de Kaiapoi.
La ville était auparavant dans la zone de recrutement de école secondaire de Rangiora (en), située à 10 km au-delà vers  Rangiora, mais avec un remplissage excessif au niveau de Rangiora et la nécessité d’un équilibre de la population des étudiants entre Rangiora et Kaiapoi conduisit à déplacer les limites pour exclure les secteurs de Pegasus, Woodend et Waikuku.

## Voir Aussi
Liste des villes de Nouvelle-Zélande